# Mistrovství světa v zápasu řecko-římském 1922
Mistrovství světa v zápasu řecko-římském proběhlo v Stockholmu, Švédsko v roce 1922. 

## Výsledky
| Kategorie  | Zlato             | Stříbro         | Bronz               |
| ---------- | ----------------- | --------------- | ------------------- |
| do 58 kg   | Frithjof Svensson | Eduard Pütsep   | Kaarlo Mäkinen      |
| do 62 kg   | Kalle Anttila     | Martin Egeberg  | Otto Boesen         |
| do 67.5 kg | Edvard Westerlund | Ödön Radvány    | Birger Nilsen       |
| do 75 kg   | Carl Westergren   | Einar Pettersen | Charles Frisenfeldt |
| do 82.5 kg | Edil Rosenqvist   | Rudolf Svensson | Svend Nielsen       |
| +82.5 kg   | Ernst Nilsson     | Anders Ahlgren  | Toivo Pohjala       |